# Гоз, Гарри
Гарри Гоз (англ. Harry Goz; 1932—2003) — американский актёр мюзиклов, а также актёр озвучивания. Наиболее известен зрителям благодаря мюзиклу «Скрипач на крыше» и мультсериалу «МорЛаб 2021».

## Краткая биография
Гоз дебютировал в бродвейской постановке «Bajour», играв вместе с Читой Ривера и Нэнси Дюссо. Гоз исполнял роль Тевье-молочника в бродвейском мюзикле «Скрипач на крыше» в 1966—1968 годах, выступая и дублёром, и исполнителем главной роли. Он также появлялся в таких мюзиклах как «Two by Two», «Prisoner of Second Avenue» и «Шахматы». За своё исполнение в «Шахматах» роли агента КГБ Ивана Молокова он получил положительные отзывы и был выдвинут на Drama Desk Award в номинации «Лучший актёр в мюзикле».
На протяжении последующих лет Гоз принимал участие в ряде теле- и кинопостановок. Он снимался в «Билле», телефильме 1981 года, и его продолжении 1983 года, сериалах «На пороге ночи» и «Умник». Позднее Гарри Гоз стал известен уже новой, подростковой публике, благодаря мультсериалу МорЛаб 2021, где он озвучивал чудаковатого капитана Хэззела «Хэнка» Мерфи. Этим актёр занимался до самой своей смерти от миеломной болезни в 2003 году в возрасте 71 года.
У Гарри Гоза было трое детей и десять внуков. Его сын, актёр Майкл Гоз, озвучил персонажей сериала «МорЛаб 2021» после смерти отца.

## Фильмография
| Фильмы      | Фильмы                              | Фильмы                            | Фильмы            |
| Год         | На русском языке                    | На языке оригинала                | Роль              |
| ----------- | ----------------------------------- | --------------------------------- | ----------------- |
| 1956        | На пороге ночи                      | The Edge of Night                 | Джейсон Рейнхарт  |
| 1973        | Коджак                              | Kojak                             | Вито Коллети      |
| 1976        | Марафонец                           | Marathon Man                      | Джеверли Сэйлсмэн |
| 1977        | Смотри наверх                       | Looking Up                        | Сайливан          |
| 1981        | Дорогая мамочка                     | Mommie Dearest                    | Альфред Стил      |
| 1981        | Билл                                | Bill                              | доктор Том Вальц  |
| 1983        | Билл 2                              | Bill: On His Own                  | доктор Том Вальц  |
| 1983        | Кеннеди                             | Kennedy TV Series                 | Анатолий Добрынин |
| 1984        | Сказки тёмной стороны               | Tales from the Darkside           | Луи               |
| 1985        | Rappin'                             | Rappin'                           | Торндайк          |
| 1986        | Закон Лос-Анджелеса                 | L.A. Law                          | Артур Саймон      |
| 1987        | Умник                               | Wiseguy                           | Фил Бернштейн     |
| 1987        | Мёртвая цель                        | Dead Aim                          | Андросов          |
| 1990        | Закон и порядок                     | Law & Order                       | Мистер Голавски   |
| 1991        | Дарроу                              | Darrow                            | Марвин Хьюитт     |
| 1995        | Нед и Стейси                        | Ned and Stacey                    | Соул Колберт      |
| 1998        | Бастер и Чонси: Озорные друзья      | Buster & Chauncey’s Silent Night  | Чонси (озвучка)   |
| 1999        | Закон и порядок: Специальный корпус | Law & Order: Special Victims Unit | менеджер отеля    |
| 1999        | Третья смена                        | Third Watch                       | Сэм               |
| 2000        | МорЛаб 2021                         | Sealab 2021                       | Капитан Мёрфи     |
| 2001        | МорЛаб 2021                         | Sealab 2021. Vol.2                | Капитан Мёрфи     |
| 2002 — 2003 | МорЛаб 2021                         | Sealab 2021. Vol.3                | Капитан Мёрфи     |